# Cordeleboea ovaresi
Cordeleboea ovaresi là một loài tò vò trong họ Ichneumonidae.